# Willem Glaudemans
Wilhelmus Gerardus Nicolaas Ghislain Maria (Willem) Glaudemans (Den Bosch, 8 oktober 1954) is een Nederlandse dichter en vertaler. Sinds vele jaren houdt hij zich bezig met het onderwerp vergeving, zowel persoonlijk als door het geven van lezingen, cursussen, workshops en trainingen.

## Levensloop
Hij studeerde Nederlandse Taal- en Letterkunde in Universiteit van Utrecht en promoveerde in 1990 op een proefschrift over de literatuuropvattingen van Willem Frederik Hermans. Meteen na zijn promotie begon hij met het vertalen van spirituele boeken. Zo was hij medevertaler van de Nag Hammadigeschriften en eindredacteur van Een cursus in wonderen.
Glaudemans was van jongs af aan geïnteresseerd in het leven na de dood. Hij volgde twee trainingen bij Elisabeth Kübler-Ross over Life, Death and Transition (Leven, dood en overgang) die zijn leven volgens eigen zeggen ingrijpend veranderden.
Hij was mede-oprichter van Stichting Centrum voor Attitudinal Healing en Stichting Miracles in Contact. Daarnaast volgde hij een opleiding tot relatiecoach.
Zijn vragen naar ‘wat doen we nu hier op aarde’ leidden hem tot de ontwikkeling van een spel, dat mensen via archetypische beelden naar hun levensmissie leidt. Dit spel is samen met een ontwerper en spelontwikkelaar verder uitgewerkt, en in 2004 uitgebracht onder de naam ‘Het Talentenspel’. Het spel kan onder begeleiding van een gecertificeerde talentencoach worden gespeeld. In 2010 ontwikkelde hij samen met anderen een aparte versie van het Talentenspel voor jongeren, genaamd Jong Talent.
Glaudemans schreef ook Het Wonder van Vergeving, een werkboek om te leren vergeven. Van zijn hand verschenen eveneens een sprookjesboek, Het nachtblauwe boek, en twee gedichtenbundels: Kortstondig bestendig en Van zelf sprekend heden. 